# Crime Survey for England and Wales

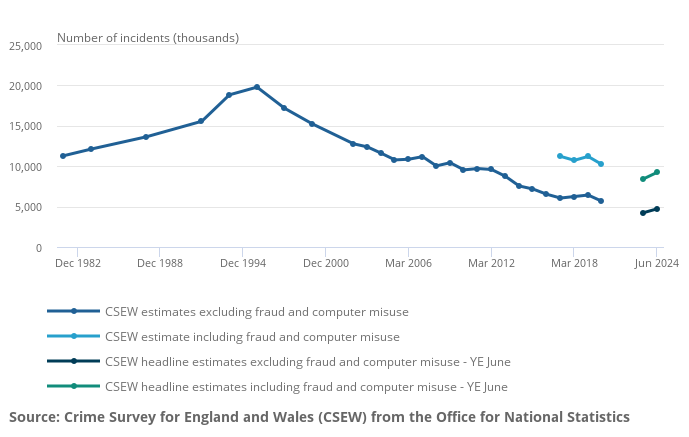
Anzahl der Delikte von „besonderem öffentlichen Interesse“ in England und Wales von 1981 bis 2024 entsprechend der CSEW (in 1000 Delikten). Der Verlauf entspricht dem anderer westlichen Ländern mit einem Anstieg bis in die 1990er Jahre und einem Kriminalitätsrückgang seither.

Die Crime Survey for England and Wales (CSEW) ist eine jährlich fortgeführte Viktimisierungsstudie vom Office for National Statistics. Dabei werden seit 1981 in England und Wales wohnende Personen ab 16 Jahren in persönlichen Gesprächen befragt, ob sie in den vergangenen 12 Monaten Opfer eines aus einer ausgewählten Reihe von Delikten wurden.
Die CSEW untersucht insbesondere „Headline Crime“. Das sind Kategorien von Straftaten, über die häufig in den Medien berichtet wird wie Diebstahl, Raub, Sachbeschädigung, Betrug, Computermissbrauch und Gewaltkriminalität mit oder ohne Personenschaden. Diese Auswahl wurde getroffen um Trends solcher Straftaten darzustellen, für die das größte öffentliche Interesse besteht.
Für die Auswertung 2024/25 werden circa 75.000 Haushalte in England und Wales eingeladen teilzunehmen. In vergangenen Jahren wirkten von den Eingeladenen drei Viertel mit. Die Autoren des CSEW sagen, dass dank dieser Kooperation der Öffentlichkeit die Umfrage die soliden Informationen liefern kann, die die Regierung benötigt, um wichtige Entscheidungen in die Kriminalitäts- und Justizpolitik zu treffen. Während der Beschränkungen der COVID-19-Pandemie wurden die persönlichen Befragungen ausgesetzt. Die Datenreihen haben daher von März 2020 bis Oktober 2021 eine Lücke.
Zur Beurteilung langfristiger Trends hat diese Methodik zwei wesentliche Vorteile gegenüber Polizeilichen Kriminalstatistiken:
- Es werden auch viele Delikte erfasst, die nicht oder noch nicht zur Anzeige gebracht wurden und somit keine polizeilich bekannten Kriminalfälle sind. Das Dunkelfeld wird somit aufgehellt.
- Unterschiede in der polizeilichen Erfassung in unterschiedlichen Zeiträumen wie beispielsweise beim Lüchow-Dannenberg-Syndrom spielen keine Rolle.[1]

Ein Nachteil ist, dass durch die beschränkte Anzahl an Befragten, seltene Delikte unzureichend erfasst werden können. Eine weitere Fehlerquelle sind sich verändernde kulturelle Toleranzlevel. Hier gab es zumindest seit den 1960er Jahren Verschiebungen. Verhalten, das heute der Polizei gemeldet wird, wurde früher oft als unfreundlich, nicht wünschenswert oder als sozial inakzeptabel betrachtet, aber nicht als Kriminell.
Als eine über viele Jahre durchgeführte Viktimisierungsstudie trug die CSEW zur Erkenntnis bei, dass die Anzeigeraten langsam steigen. Seit Mitte der 1980er Jahre wurde ein substantieller Anstieg für alle Delikte nachgewiesen, insbesondere für sexualisierte Gewalt und Gewaltdelikte im Allgemeinen.
Die CSEW ist vergleichbar mit der in den Vereinigten Staaten durchgeführten National Crime Victimization Survey.